# شاهی (سبزی)
شاهی یا تره تیزک یا تره تندک یک نوع سبزی خوردن است که به صورت خام و گاهی پخته مصرف می‌شود. به بذر آن سپندان گویند. در زبان مازندرانی به آن ترتیزک و به زبان سیستانی به آن دسوزک (Da soozak) می گویند. شاهی گیاهی است علفی و یک ساله که در طب قدیم ایران به نام هی جرجیزبستانی و رشاد نیز معروف است. این نوع سبزی به داشتن مقادیر زیادی ویتامین ث معروف است و از دیرباز برای مداوای سرماخوردگی کاربرد داشته‌است.
برگ‌های آن سبزو روشن، گل‌هایش کوچک و به رنگ سفید یا قرمز ارغوانی و با عطر ملایم به‌طور گروهی در انتهای شاخه ظاهر می‌شود. میوه آن بیضوی به طول تقریبی۵۰ میلی‌متر و عرض چهار میلی‌متر است.
تخم تره یا همان شاهی دارای آلکالوئیدی به نام اسید سناپینیک و کولین اتر choline ether و یک اسانس روغنی که خاصیت ساخت استروژن را در بدن دارد می‌باشد.
تخم تره یا شاهی را اگر در آب خیس کنید لیزاب و لعابی ایجاد می‌کند که می‌توان به جای صمغ عربی و کتیرا از آن استفاده کرد.
تره یا شاهی گیاهی است یک ساله و خودرو که طول آن به ۲۰ تا ۳۰ سانتی‌متر می‌رسد و به شکل نپخته، به عنوان طعم دهنده به غذا و دم‌کرده مورد استفاده قرار می‌گیرد. برگ، گل، میوه و دانه تره یا شاهی از مهم‌ترین قسمت‌های این گیاه بهاری هستند و به عنوان گیاه دارویی مورد استفاده قرار می‌گیرند.

## بیماری
وجود لکه‌های سفید روی گیاه تره تیزک که نوعی قارچ است عامل بیماری این گیاه می‌باشد و توصیه می‌شود از خوردن این نوع تره تیزک‌ها خودداری کنند.

## غذا
تره یا شاهی به صورت خام به عنوان سبزی و به شکل سالاد یا غذاهای مختلف مصرف می‌شود.

## برداشت
ماه‌های اردیبهشت و خرداد زمان برداشت این گیاه هستند که به صورت وحشی سبز می‌شود.